# ケンコバのバコバコナイト
『ケンコバのバコバコTV』（ケンコバのバコバコテレビ）は、サンテレビなどで2013年10月から放送されているお色気番組。ケンドーコバヤシの冠番組。
2021年4月からは『ケンコバのバコバコナイト』に番組名を変えて放送している。

## 概要
ケンドーコバヤシの冠番組。ケンドーコバヤシを筆頭に、タレントやグラビアアイドル、AV女優が男性視聴者の性欲を満たすべく、様々な企画を実行するお色気番組である。スタジオレギュラーは「バコギャル」と呼ばれ、主にAVメーカー『プレステージ』の専属女優が務めている。
サンテレビのお色気番組でよしもとクリエイティブ・エージェンシー→吉本興業所属のタレントがMCを務めるのは、サンテレビ土曜深夜アダルトバラエティ枠最後の番組『今夜もハッスル』でMCを務めたレイザーラモン以来である。また、2021年4月に番組はリニューアルされたが、2022年10月現在、土曜日時代の1996年10月から2003年3月まで放送されていた『のりノリ天国』の6年半を超え、歴代で最も長く放送されている番組である。
ぎふチャン・びわ湖放送でのダイフク企画制作のアダルト番組のレギュラー放送は『夜美女』の以来である。なお、ぎふチャンでは2021年10月～2024年6月の間放送を休止していた。
番組から誕生した大阪・天神橋筋六丁目を拠点として活動するアイドルグループ『TEN6』が出演していた当時は、TEN6の曲がオープニングやエンディングで流れていた。
2020年8月3日に、番組公式YouTubeチャンネル『バコバコチャンネル』を開設。「こじみなのパジャマde女子会」コーナーの未公開部分を中心にアップロードされる。

## 出演者
MC
- ケンドーコバヤシ
- 櫻井カスミ

スタジオレギュラー
- AV女優　3〜4名

コーナーレギュラー
- どぶろっくの大きなパイオツをください
  - どぶろっく
- 村西とおるのナイスなコトバゼメ塾
  - 塾長村西とおる
  - アシスタント七海ティナ
- あかひげのBAR
  - マスター 内原茂樹
  - ママ 福井柑奈
- しみけんのTecTalk今夜もイカせMAX!
  - しみけん
- ラブホの湯
  - 花井美里（2025年1月放送分）
- バコバコSXⅡ
  - 原口あきまさ
  - AV女優　3名
- みなみかわの濡れるランキング
  - みなみかわ
  - AV女優　4名

ナレーション
- 仲村ちぃな

ナレーション
- ゆうこ

コーナーゲスト
- 加藤鷹の夜の男塾
  - 加藤鷹（#1 - 104）
  - 青山葵（#1 - 104）[注釈 1]
  - 知花メイサ（2013年10月放送分・#1 - 4）
  - あやね遥菜（2013年11月放送分・#5 - 9）
  - 椎名まりな（2013年12月放送分・#10 - 13）
- 天津木村の妄想登山
  - 木村卓寛（天津）
  - 椿かなり（#1 , 2）
  - 大崎美佳（#3 , 4）
  - 青葉優香（#5 - 7）
  - 水希杏（#7 - 9）
  - 真木今日子（#10 , 11）
  - あゆみ翼（#12 , 13）
  - 有村千佳（#14 - 16）
  - 高秀朱里（#16 - 18）
  - 長瀬あおい（#19 , 20）
  - 若桜りく（#21 , 22）
  - 板垣あずさ（#23 , 24）
  - 佐伯かのん（#25 , 26）
  - 涼川絢音（#27 , 28）
  - 倉科紗央莉（#29 , 30）
  - 湊莉久（#31 - 33）
  - 木島さやか（#40 - ）
- みっどないと☆エンジェル
  - 蒼月輝（CLUB EVE）
  - 吉田由香[注釈 1]
  - あやまん監督（2013年10月放送分・#1 - 4）
  - 今井メロ（2013年11月放送分・#5 - 9）
  - 坂口杏里（2013年12月放送分・#10 - 13）
  - 人妻ニャンコ（2014年1月放送分・#14 - 18）
  - 佐藤由加理（2014年2月放送分・#19 - 22）
  - 愛川ゆず季（2014年3月放送分・#23 - 26）
  - 赤井沙希（2014年4月放送分・#27 - 30）
  - 尼神インター（2014年6月放送分・#36 - 39）
  - 藤ヶ森めぐ（2014年7月放送分・#40 - 43）
  - 桜　稲垣早希（2014年9月放送分・#49 - 52）
- バーチャルスイートルーム
  - 葵つかさ[注釈 1]
  - あやみ旬果
- 日向琴子のラブ・コンシェルジュ
  - 日向琴子
- めざせ！イイ女
  - 尼神インター
- 名物店長のDVD紹介
  - 小代恵子（「肉食系にゃんこ・けぃにゃん」役として声の出演）
- ひさうち♡こじみなのホテルの学校（KBS京都、サンテレビのみ）
  - ひさうちみちお
- こじみなのパジャマde女子会（KBS京都、サンテレビ、びわ湖放送のみ）
  - 小島みなみ
  - 小倉由菜
  - 桃園怜奈
  - 朝倉ここな
  - 唯井まひろ
  - 栗山莉緒
  - 八木奈々
  - 加美杏奈
  - 天才ピアニスト（2020年1月放送分）
  - 松浦景子（2020年7月放送分）
  - 堀川絵美（2020年7月放送分）
  - ベスリン（ベストディライトグループ公式ゆるキャラ）
- ベストディライトプロレス（ぎふチャンのみ）
  - 名古屋ドリームマッチプロレスリング REFEREE KARATSU SHIGERU
  - 名古屋ドリームマッチプロレスリング 沙恵
  - 名古屋ドリームマッチプロレスリング 結奈
  - 残酷な天使のテーゼ 愛原れの
  - 地上に舞い降りた最後の天使 雪白いずみ
- 夜のバコバコ広辞苑
  - 真野ゆりあ（2020年2月7日 - 3月20日放送分（KBS京都は2日遅れ））
  - 森咲智美（2020年3月27日 - 5月1日放送分（KBS京都は2日遅れ））
  - 丸山桂里奈（2020年5月8日 - 6月12日放送分（KBS京都は2日遅れ））
  - みひろ（2020年6月19日 - 8月14日放送分（KBS京都は2日遅れ））
  - 吉沢明歩（2020年8月21日 - 11月20日放送分（KBS京都は2日遅れ））
  - 紗倉まな（2020年11月27日 - 2021年2月放送分（KBS京都は2日遅れ））
  - しろねこみゃあこ（2020年3月5日 - 2021年4月放送分（KBS京都は2日遅れ））
  - 広瀬ゆう（2021年5月 - 7月放送分（KBS京都は2日遅れ））
  - 里美ゆりあ（2021年8月 - 9月放送分（KBS京都は2日遅れ））
  - 麻美ゆま（2021年10月 - 12月17日放送分（KBS京都は2日遅れ）

現在のコーナー

### スタジオ企画
ケンドーコバヤシ（ケンコバ）とバコギャルがセクシーな番組企画をする。ゲストとトークを展開することもある。また、2020年8月からはYouTube『バコバコチャンネル』で、限定の未公開映像を配信している。
どぶろっくの大きなパイオツをください
どぶろっくが神様と農夫に扮し、大きなパイオツをゲットするため、農夫（江口）がブラを外したAV女優の乳首と周りを絵の具で塗って色紙に転写し公開する。場の調子でお尻を転写したりする。転写した色紙はパイ拓として、AV女優のサインを入れた上で視聴者にプレゼントされる。
収録はホテルマンハッタングループが経営するホテルの一室で行われる。
AV女優1人に対して二週放送されており、一週目はトークしたりして、二週目にパイ拓をする。
村西とおるのナイスなコトバゼメ塾
AV業界の生きる伝説・村西とおる（塾長）とアシスタント・つばさ舞が、話題の出来事や視聴者の悩みにナイスな「コトバゼメ」をする。
収録は男塾ホテルグループが経営するホテルの一室で行われる。

あかひげのBAR
BARのマスター・内原茂樹（あかひげ先生）とママ・福井柑奈が経営するBARを舞台に、客様として来店した下着姿または水着姿のAV女優が「メニュー表（エッチな項目が書かれている。）」にトークしたり、ちょっとHなことに挑戦する。
コーナーの最後にはあかひげ薬局の商品が紹介される。また、あかひげオリジナルTシャツ（ゲストであるAV女優のサイン入り）を視聴者にプレゼントする。

しみけんのTecTalk今夜もイカせMAX!
エッチなテクニックについて、しみけんがケンドーコバヤシと話し、しみけんが『買取りまっくす』オススメのAVを紹介する。コーナーの最後に『買取りまっくす情報』として、買取りまっくす日本橋店・なんば店・irohaSHOPNANBAの店舗を紹介する。
以前は『買取りまっくすイベント情報』として、店舗で行われるAV女優のイベントを紹介していたが、新型コロナウイルス感染拡大の影響でイベント告知が自粛され、変更されていたが2023年5月以降はサイン会などのイベント告知を復活している。
コーナー名である「TecTalk（テックトーク）」は、『テクニック』=テクと『トーク』=お話しの意味でもあり、『TikTok』にもかけている。
なお、しみけん不在時は、加藤鷹が紹介を行い、コーナー名も「加藤鷹のTecTalk今夜もイカせMAX!」になる。

バコバコSXⅡ
SOD starが独自の知識で『SOなの？アカデミー』を開講！ Sexy女優の裏話にアカデミー所長「原口 あきまさ」が『SOなの？』を連発！？

みなみかわの濡れるランキング
　芸人“みなみかわ”とセクシー美女達が「ちょい濡れするランキング」をクイズ形式で紹介する

ラブホの湯
グラビアアイドルが、ホテル情報検索サイト「カップルズ」おすすめのラブホテルに行きお風呂に入る。2021年2月からは毎月「カップルズ」とコラボしたプレゼントキャンペーンを行っている。2022年12月まではコーナーの最後にセクシーなぞなぞが出題されていた。（答えは『バコバコチャンネル』で発表されていた。）
『バコバコチャンネル』では、オンエアできなかった未公開映像を限定で配信している。
BAKOBAKOインフォメーション
番組のお知らせをまとめて紹介する。「ベストディライトグループ」、「ホテルマンハッタングループ」のホテルからのお知らせとプレゼント、バイク専門店「ファーストオート」からのお買い得情報とプレゼント、ホテル情報検索サイト「カップルズ」、アパレルブランド「プレステージアパレル」のお知らせをする。

### 過去のコーナー
ケンコバ☆アンケート

加藤鷹の夜の男塾
元カリスマAV男優・加藤鷹が男のテクニックを伝授するコーナー。収録はプラザアンジェログループの各店舗。2013年10月から12月までAV女優がゲストとなり、2014年1月からはAV女優から一般男性の受講生として交替となり、2014年4月から一般女性の受講生となる。2015年9月25日終了。
天津木村の妄想登山
みっどないと☆エンジェル
あかひげ先生のダンスDEシェイプ
セクシーフォトストーリー
あかひげコレクション
KENKOBAR
ケンコバがバーテンダーとなり、客として来るスタジオレギュラーの女優と2人きりでトークを行う。
日向琴子のラブジェネレーション
あかひげセクスィバトル
監獄まっくす
名物店長のDVD紹介
どぶろっくのもしかして誘ってるんじゃないの？
あかひげ下着見聞録
金色の下着の女性を求めて、カンナちゃんとあかひげ先生が望遠鏡を持ち下着姿の女性を観察する。
ひさうち♡こじみなのホテルの学校（KBS京都、サンテレビのみ）
性の三銃士に聞け！
ケンドーコバヤシ・加藤鷹・本田昌毅が、性的な悩みについて回答する。
TEN6が行く!!
スタジオからケンドーコバヤシとバコギャルがVTRを観賞する。TEN6のメンバーが天神橋筋周辺のお店に行ったりしてお店の人に学んだり、ふれあったりする。途中クイズが出題され、スタジオでVTRを見ているケンコバとバコギャルがクイズを答える。たまに天神橋筋六丁目にあるFREEDOM（パチンコ&スロット）にてTEN6のメンバーがパチンコ・パチスロ対決をすることもあった（TEN6のライブやイベントの模様を放送することもある。）。
2020年2月の放送をもってコーナーが終了し、TEN6の番組出演もなくなった。
お知らせTEN6!!
TEN6のお知らせとライブイベント情報または天神橋筋六丁目にあるFREEDOMビルのイベント情報を紹介する。
KBS京都のみ2日遅れの日曜日の深夜に放送しているため、「イベントは終了しています。」とテロップが表示される場合がある。
あかひげ写真館
内原茂樹と福井柑奈（助手のカンナちゃん）が写真屋に扮し、来店した女性の下着姿の写真を撮るコーナー。コーナーの最後に、あかひげ薬局の商品を紹介する。
どぶろっくのヤッてみよう
どぶろっくとAV女優が、エッチな噂について本当か嘘か検証する。なおAV女優はトップレスでニプレスを貼っている。
ホテルマンハッタングループのホテルの一室で収録されている。
2021年4月からの番組リニューアルに伴い終了した。
AKAHIGEマッパ女学園
教室を舞台に、内原茂樹と福井柑奈、下着姿のセクシーな4人の女子生徒（白椿まのん・のりえもん・凪澤詩音・さくらえま）が展開するヒューマン学園ドラマ。コーナーの最後にあかひげ薬局の商品を紹介する。
2021年4月の番組リニューアルに伴い3月で終了した。
しみペディアで"イカせ"まっくす
しみけんがケンドーコバヤシとエッチなワードについてトークを展開する。その後、しみけんが「買取りまっくすオススメ」のAVを紹介する。コーナーの最後には「買取りまっくすイベント情報」を紹介する。
2021年4月のリニューアルに伴い終了した。
ベストディライト in マッチアルティアまた ベストディライトプロレス（ぎふチャンのみ）
「今宵も 女のプライドをかけた 熱い闘いが 繰り広げられる」のタイトルコールから始まるコーナー。
アルティアセンシュアル岐阜の部屋から、KARATSU SHIGERU と沙恵・結奈（二人は毎週入れ替わり）、別の女性と芝居をしながらセクシー技を決める（VTRが繰り返し放送される場合もある）。
週刊バコバコプレス
2021年9月からスタートしたコーナー。グラビアアイドル2人が芸能記者となり、世の中の怪しい噂をスクープし、これまで知られていなかった数々の貴重な情報をレポートする。2021年9月と12月の放送では4週分すべてソフト・オン・デマンドが取材・撮影協力を行っていた。
2022年2月でコーナーが終了した。『バコバコチャンネル』でも配信されている。
バコバコSX
2022年3月は、官能小説 X BURLESQUE TOKYOがお届けする官能ミュージカルだったが、4月からは、「新しいセクシーを開拓する」をコンセプトに、グラビアアイドルがクリエイターになって挑戦するロケがメインのコーナーになった。（内容的には以前の週刊バコバコプレスに類似する。）撮影場所などでソフト・オン・デマンドが協力している。『バコバコチャンネル』でも配信されている。
こじみなのパジャマde女子会（KBS京都、サンテレビ、びわ湖放送のみ）
エッチな女子会テーマで、小島みなみ（こじみな）とAV女優2人がパジャマ姿でトークするコーナー。ベストディライトグループの公式ゆるキャラ「ベスリン」がホテルと今夜の女子会テーマを紹介する。収録はベストディライトグループのホテルの一室で行われている。なお、びわ湖放送放送分のみ、滋賀県内の同社グループホテルで収録された回のみリピート放送され、新作の放送はなかったが、2023年6月2日放送分より、滋賀県外で収録された新作が放送されるようになった。
2020年1月放送分は、お笑いコンビの天才ピアニストが、7月放送分は、松浦景子と堀川絵美が、AV女優の代わりにゲスト出演していた。2020年8月からは『バコバコチャンネル』で、YouTube限定の未公開トークを配信している。
2023年7月1日放送分を持って終了。

夜のバコバ広辞苑→バコ約性書
ケンドーコバヤシ・加藤鷹(不在時はしみけん)・本田昌毅にゲスト編集者が加わり、エロに関することをすべて網羅する夢のような辞典を作るコーナー。2020年9月までは毎週放送されていたが、同年10月頃からは2･3週間に一回の割合に変更された。
アダルトヨシのホテルでアウトーク
2022年4月からスタートしたコーナー。男と女コミュニケーションアンバサダー・アダルトヨシとしみけん、AV女優（成瀬心美、真矢みつき）、ヒロママ（アダルトヨシの愛弟子、堂山町「ヒーロー」）が、ひとつのテーマでトークを展開する。コーナーの司会進行はピン芸人の西口のぶおが担当している。
収録はプラザアンジェログループのホテルの一室で行われている。
『バコバコチャンネル』では、未公開部分を追加して配信されている。

チャンス大城のチャンスベZONEクリニック
院長のチャンス大城と秘書のタケトがセクシー女優をゲストに迎え、性生活を潤すグッズであるコンドーム&ローションの魅力を学ぶ研修を行う。
2024年2月3日放送分より開始。
チャンス大城の地上波初冠コーナーである。

アダルトヨシのホテルでどっちSHOW
男と女コミュニケーションアンバサダー・アダルトヨシとしみけん、AV女優、ヒロママ（アダルトヨシの愛弟子、堂山町「ヒーロー」）が、ひとつのテーマでトークを展開する。コーナーの司会進行はピン芸人の西口のぶおが担当している。
収録はプラザアンジェログループのホテルの一室で行われている。
『バコバコチャンネル』では、未公開部分を追加して配信されている。
辻井ほのかのBETCHANCE
今宵、淑女たちが貴方をカジノの世界へと誘います！MC兼プレイヤーの辻井ほのかとゲストプレイヤーが真剣勝負を繰り広げる。勝利した人にはご褒美がもらえる。
LOVEまっくす道場
日々悶々とした夜を過ごしている全国の童貞達のため、ケンドーコバヤシが立ち上がる！童貞芸人「森本サイダー」にLOVEまっくすなエロスを伝授するぞ！。コーナーの最後に『買取りまっくす』オススメのAVを紹介して、『買取りまっくすイベント情報』として、店舗で行われるAV女優のイベントを紹介している。

## スタッフ
2023年9月現在
- 構成：柳城稔麿、花満大地
- 撮影：堀哲朗、上田裕照
- 音声：石津真美
- 技術協力：Dカム、和通
- ロケ技術：藤井智浩、山本和哉、班目容造、桑田茂樹
- ヘアメイク：ザフェイスメイクオフィス、三井朱莉
- スタジオ：広尾スタジオ
- 編集：samishigariyaカズ
- 演出：北澤知彦
- プロデューサー：谷垣篤（ダイフク企画）、吉田尚史(ダイフク企画)
- 製作著作：ダイフク企画

2019年5月現在
- 構成：バンク北川、上田まさる、桜井健太朗
- ディレクター：神由一
- AD：高井経永
- タイトル：コバヤシアキ、牧田直也、quatre91
- CAM：ギダヤナ、UME
- 写真：神吉隆
- AUD：光地拓郎
- MA：MONOOTO STUDIO
- メイク：井澤悠貴子、林田亜美
- 協力：STORE ONE、SHIROHATO、ピュアコス
- ラインプロデューサー：山ノ内洋(MG)
- プロデューサー：吉田尚史、大原伸光(vpac.)
- 制作協力：vpac.
- 製作著作：ダイフク企画

過去のスタッフ
- 構成：寺崎要（#1 - ＃39）、澤田征士（#40 - #157）
- ディレクター：山中絵美、山田大輔
- 撮影：オフィシャルオ―カー
- メイク：ベイビーフェイス
- 編集：goodjob
- MA：フライムフラップ
- スタジオ：Cスタジオ
- プロデューサー：津村浩司
- 制作協力：つぐみ

## ネット局
| 地域     | 放送局                       | 放送開始日       | 放送時間                     | 備考 |
| -------- | ---------------------------- | ---------------- | ---------------------------- | --- |
| 兵庫県   | サンテレビジョン（SUN）      | 2013年 10月4日-  | 土曜 1:15 - 2:10（金曜深夜） | 番組配信局 ※2021年12/30（木）の放送分のみ金曜 1時30分 ‐ 2時25分（木曜深夜）でのネット |
| 京都府   | 京都放送（KBS）              | 2014年 1月5日-   | 月曜 1:15 - 2:10（日曜深夜） | 2日遅れ ※2021年7/3（土）と9/18（土）と10/30（土）の放送分のみ1日遅れの日曜 2時30分 - 3時25分（土曜深夜）、 2022年3/19（土）の放送分のみ1日遅れの日曜 3時00分 - 3時55分（土曜深夜）でのネット         |
| 滋賀県   | びわ湖放送（BBC）            | 2019年 8月2日-   | 土曜 1:40 - 2:35（金曜深夜） | 同日25分遅れ ※2022年1/7（金）放送分と3/11（金）放送分（3/4（金）の放送が休止のため2週分放送）のみ土曜 1時40分 - 3時30分（金曜深夜）、4/1（金）放送分のみ土曜 2時10分 - 3時05分（金曜深夜）でのネット |
| 日本全国 | エキサイティング・グランプリ | 2021年11月1日-   | 月によってバラバラ           | 毎月3話ずつ放送(再放送あり) |
| 岐阜県   | 岐阜放送（GBS）              | 2024年 7月3日-   | 木曜 0:40 - 1:35 (水曜深夜)  | 5日遅れ |
| 埼玉県   | テレ玉 （TVS）               | 2024年 10月12日- | 日曜 1:30 - 2:25 (土曜深夜)  | 8日遅れ |

## 過去のネット局
| 地域     | 放送局                   | 放送期間                     | 放送時間                     | 備考 |
| -------- | ------------------------ | ---------------------------- | ---------------------------- | --- |
| 日本全国 | 寄席チャンネル           | 2013年10月5日 - 不明         | 土曜 24:00-25:00             | 途中で打ち切り。                                                                                               |
| 岐阜県   | 岐阜放送（GBS）          | 2019年1月4日 - 2021年9月24日 | 土曜 1:00 - 1:55（金曜深夜） | 同日15分先行放送 ※2021年1/3（日）の放送分のみ2日遅れでのネット ※2021年3/26（金）の放送分のみ15分遅れでのネット |
| 日本全国 | 刺激ストロングチャンネル | 2015年3月27日 - 不明         | 木曜・土曜 22:00 - 22:55     | |